# سيلفيو تشيزاري
سيلفيو تشيزاري (بالإنجليزية: Silvio Cesare)‏ هو عالم حاسوب أسترالي، ولد في 6 يونيو 1976 في سيدني في أستراليا.